# Pierre Curie
Pierre Curie (Parijs, 15 mei 1859 – aldaar, 19 april 1906) was een Frans natuurkundige. Samen met zijn vrouw Marie Curie won hij in 1903 de helft van de Nobelprijs voor Natuurkunde voor hun "gezamenlijk onderzoek naar de stralingsverschijnselen ontdekt door professor Becquerel" (de andere helft was voor Becquerel).
Curie werd geboren in Parijs als zoon van Eugène Curie (1827-1910) en Sophie-Claire Depouilly (1832-1897). Hij bezocht geen middelbare school, maar werd door zijn vader opgeleid voordat hij op 16-jarige leeftijd werd toegelaten tot de Sorbonne. Twee jaar later behaalde hij zijn licence ès sciences physiques. Hij kreeg een baan als amanuensis aangeboden op het mineralogisch laboratorium van Charles Friedel, hoogleraar scheikunde aan de Sorbonne.

## Onderzoek naar elektriciteit en magnetisme
Samen met zijn vier jaar oudere broer Jacques (1856-1941) – die in hetzelfde laboratorium werkzaam was – deed hij onderzoek naar het in 1824 door David Brewster beschreven effect van pyro-elektriciteit, het ontstaan van een elektrische spanning in kristallen door temperatuurverandering. In 1880 ontdekten de broers de daarmee verwante piëzo-elektriciteit, het genereren van een spanning als op bepaalde kristallen druk wordt uitgeoefend. Pierre gebruikte dit om een kwadrant-elektrometer te maken die direct zeer kleine stroompjes kon meten in de orde van 10−11 ampère. Later zouden Pierre en Marie dit instrument gebruiken bij hun onderzoek naar radioactiviteit.
Op voorspraak van Friedel werd Pierre in 1882 benoemd als docent aan de in dat jaar opgerichte École Municipale de Physique et Chimie Industrielles (Gemeentelijke hogeschool voor industriële natuur- en scheikunde) te Parijs. Voor zijn doctoraalproefschrift deed Curie onderzoek naar de overgang tussen ferromagnetisme, paramagnetisme en diamagnetisme, wat onder meer resulteerde in de naar hem genoemde wet van Curie. Deze wet zegt dat in een paramagnetisch materiaal de magnetisatie recht evenredig is met het uitwendige magnetisch veld en omgekeerd evenredig met de temperatuur. In 1895 ontdekte hij de Curietemperatuur – de materiaalafhankelijke temperatuur waarbij een ferromagneet zijn magnetische eigenschappen verliest. Boven die temperatuur gedragen ferromagnetische stoffen zich als paramagnetische stoffen.
De dag na zijn promotie, op 6 maart 1895, aanvaardde Pierre zijn nieuwe functie als docent algemene natuurkunde aan de École de Physique et Chimie (Hogeschool van natuur- en scheikunde). Toen in 1894 Marie Skłodowska bij hem kwam voor advies voor haar onderzoek, ontstond liefde op het eerste gezicht. Op 26 juli 1895, kort na zijn aanstelling, huwde hij Marie. Als huwelijksreis maakten ze een fietstocht door Bretagne.

## Onderzoek naar radioactiviteit
Na de ontdekking van de uraniumstralen (rayons uraniques) door Antoine Henri Becquerel, werkte het echtpaar vanaf 1897 aan het onderzoek naar radioactiviteit. Van de hogeschool kregen Pierre en Marie toestemming om achter de school in een oude schuur een primitief laboratorium in te richten. Marie had ontdekt dat pekblende, een uraniumerts, sterker radioactief was dan het uranium dat eruit werd gehaald, terwijl er verder geen radioactieve elementen bekend waren. Dit kon alleen worden verklaard als pekblende kleine hoeveelheden van andere, onbekende elementen bevatte, die veel actiever waren dan uranium. Geïntrigeerd door Maries resultaten, schortte Pierre zijn kristallografisch en magnetisch onderzoek (naar hij dacht tijdelijk) op, om zijn vrouw te helpen bij haar onderzoek. De Curies moesten enkele tonnen pekblende verwerken voordat ze uiteindelijk in 1898 een kleine hoeveelheid van twee nieuwe elementen, radium en polonium, hadden geïsoleerd.
Dit werk werd verricht onder moeilijke omstandigheden, omdat ze niet over een goed uitgerust laboratorium konden beschikken. Voor deze ontdekking werd aan Curie het Legioen van Eer toegekend, maar Curie weigerde dit, omdat hij geen behoefte had aan een onderscheiding, maar aan onderzoeksfaciliteiten. In 1903 ontvingen Curie en zijn vrouw, samen met Henri Becquerel, de Nobelprijs voor Natuurkunde. Deze werd wel dankbaar aanvaard, dankzij het geld van de Nobelprijs kon Pierre stoppen met lesgeven aan de hogeschool – hij werd opgevolgd door een oud-leerling van hem: Paul Langevin. Pierre en Marie ontvingen in 1903 de Davy-medaille en in 1904 de Matteucci-medaille.
Ook deed Pierre onderzoek naar de gevolgen van radioactiviteit op het menselijke lichaam. Hij bond een radiumpreparaat op zijn arm en liet dat een dag zitten. De ontstane brandwond genas slechts langzaam, de arm begon te vervellen en stootte de oude huid af.

## Hoogleraarschap en dood
In 1904 werd Curie hoogleraar aan de faculteit natuurwetenschappen aan de Sorbonne, een leerstoel die speciaal aan hem werd toegekend. Hij had daardoor eindelijk toegang tot betere faciliteiten en drie medewerkers: een laboratoriumchef, een amanuensis en een laborant. Marie werd benoemd tot chef de travaux, hoofd van de laboratoriumwerkzaamheden. Lang kon hij daar niet gebruik van maken. Curie overleed twee jaar later, toen hij een maand voor zijn 47e verjaardag struikelde bij het oversteken van Rue Dauphine en werd overreden door een rijtuig. Hij was op slag dood. Zijn werk werd door Marie voortgezet en in 1911 kreeg zij de Nobelprijs voor scheikunde voor haar ontdekking van radium en polonium en voor haar studie naar de aard en samenstelling van deze opmerkelijke elementen.
Het laboratorium zou in 1912 uitgroeien tot het beroemde l’Institut du Radium (Radiuminstituut).

## Gezin
Pierre en Marie Curie hadden twee dochters: Irène (1897-1956), die met haar man ook baanbrekend werk op het gebied van de scheikunde verrichtte, en Ève (1904-2007), die journaliste en musicus werd. Ève overleefde haar vader meer dan een eeuw.

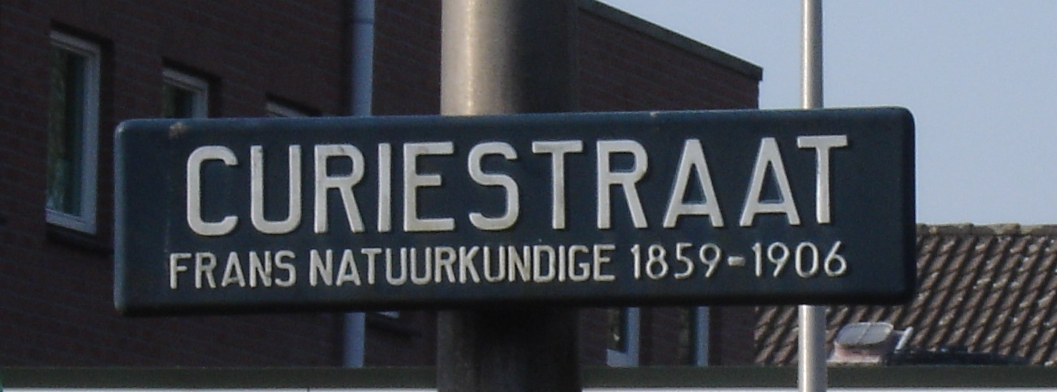
Hoewel Pierre Curie minder beroemd is dan zijn vrouw, is deze straat in Hengelo kennelijk naar hem genoemd.

|                               |                               |                               |                               |                               |                               |                             |                             | Pierre Curie fysicus        | Pierre Curie fysicus        | Pierre Curie fysicus       | Pierre Curie fysicus       | Pierre Curie fysicus       | Pierre Curie fysicus       |  |  | Marie Curie-Skłodowska fysicus, chemicus | Marie Curie-Skłodowska fysicus, chemicus | Marie Curie-Skłodowska fysicus, chemicus | Marie Curie-Skłodowska fysicus, chemicus | Marie Curie-Skłodowska fysicus, chemicus | Marie Curie-Skłodowska fysicus, chemicus | ←vermoeden van relatie→ | ←vermoeden van relatie→ | ←vermoeden van relatie→               | ←vermoeden van relatie→               | ←vermoeden van relatie→               | ←vermoeden van relatie→               | Paul Langevin fysicus                 | Paul Langevin fysicus                 | Paul Langevin fysicus | Paul Langevin fysicus | Paul Langevin fysicus | Paul Langevin fysicus |                       |                       | Jeanne Desfosses      | Jeanne Desfosses      | Jeanne Desfosses | Jeanne Desfosses | Jeanne Desfosses                        | Jeanne Desfosses                        |                                         |                                         |                                         |                                         |  |  |  |  |
|                               |                               |                               |                               |                               |                               |                             |                             | Pierre Curie fysicus        | Pierre Curie fysicus        | Pierre Curie fysicus       | Pierre Curie fysicus       | Pierre Curie fysicus       | Pierre Curie fysicus       |  |  | Marie Curie-Skłodowska fysicus, chemicus | Marie Curie-Skłodowska fysicus, chemicus | Marie Curie-Skłodowska fysicus, chemicus | Marie Curie-Skłodowska fysicus, chemicus | Marie Curie-Skłodowska fysicus, chemicus | Marie Curie-Skłodowska fysicus, chemicus | ←vermoeden van relatie→ | ←vermoeden van relatie→ | ←vermoeden van relatie→               | ←vermoeden van relatie→               | ←vermoeden van relatie→               | ←vermoeden van relatie→               | Paul Langevin fysicus                 | Paul Langevin fysicus                 | Paul Langevin fysicus | Paul Langevin fysicus | Paul Langevin fysicus | Paul Langevin fysicus |                       |                       | Jeanne Desfosses      | Jeanne Desfosses      | Jeanne Desfosses | Jeanne Desfosses | Jeanne Desfosses                        | Jeanne Desfosses                        |                                         |                                         |                                         |                                         |  |  |  |  |
|                               |                               |                               |                               |                               |                               |                             |                             |                             |                             |                            |                            |                            |                            |  |  |                                          |                                          |                                          |                                          |                                          |                                          |                         |                         |                                       |                                       |                                       |                                       |                                       |                                       |                       |                       |                       |                       |                       |                       |                       |                       |                  |                  |                                         |                                         |                                         |                                         |                                         |                                         |  |  |  |  |
|                               |                               |                               |                               |                               |                               |                             |                             |                             |                             |                            |                            |                            |                            |  |  |                                          |                                          |                                          |                                          |                                          |                                          |                         |                         |                                       |                                       |                                       |                                       |                                       |                                       |                       |                       |                       |                       |                       |                       |                       |                       |                  |                  |                                         |                                         |                                         |                                         |                                         |                                         |  |  |  |  |
| Frédéric Joliot-Curie fysicus | Frédéric Joliot-Curie fysicus | Frédéric Joliot-Curie fysicus | Frédéric Joliot-Curie fysicus | Frédéric Joliot-Curie fysicus | Frédéric Joliot-Curie fysicus |                             |                             | Irène Joliot-Curie fysicus  | Irène Joliot-Curie fysicus  | Irène Joliot-Curie fysicus | Irène Joliot-Curie fysicus | Irène Joliot-Curie fysicus | Irène Joliot-Curie fysicus |  |  | Ève Curie schrijfster, pianiste          | Ève Curie schrijfster, pianiste          | Ève Curie schrijfster, pianiste          | Ève Curie schrijfster, pianiste          | Ève Curie schrijfster, pianiste          | Ève Curie schrijfster, pianiste          |                         |                         | Henry Labouisse, directeur van UNICEF | Henry Labouisse, directeur van UNICEF | Henry Labouisse, directeur van UNICEF | Henry Labouisse, directeur van UNICEF | Henry Labouisse, directeur van UNICEF | Henry Labouisse, directeur van UNICEF |                       |                       | Jean Langevin fysicus | Jean Langevin fysicus | Jean Langevin fysicus | Jean Langevin fysicus | Jean Langevin fysicus | Jean Langevin fysicus |                  |                  | André Langevin fysicus                  | André Langevin fysicus                  | André Langevin fysicus                  | André Langevin fysicus                  | André Langevin fysicus                  | André Langevin fysicus                  |  |  |  |  |
| Frédéric Joliot-Curie fysicus | Frédéric Joliot-Curie fysicus | Frédéric Joliot-Curie fysicus | Frédéric Joliot-Curie fysicus | Frédéric Joliot-Curie fysicus | Frédéric Joliot-Curie fysicus |                             |                             | Irène Joliot-Curie fysicus  | Irène Joliot-Curie fysicus  | Irène Joliot-Curie fysicus | Irène Joliot-Curie fysicus | Irène Joliot-Curie fysicus | Irène Joliot-Curie fysicus |  |  | Ève Curie schrijfster, pianiste          | Ève Curie schrijfster, pianiste          | Ève Curie schrijfster, pianiste          | Ève Curie schrijfster, pianiste          | Ève Curie schrijfster, pianiste          | Ève Curie schrijfster, pianiste          |                         |                         | Henry Labouisse, directeur van UNICEF | Henry Labouisse, directeur van UNICEF | Henry Labouisse, directeur van UNICEF | Henry Labouisse, directeur van UNICEF | Henry Labouisse, directeur van UNICEF | Henry Labouisse, directeur van UNICEF |                       |                       | Jean Langevin fysicus | Jean Langevin fysicus | Jean Langevin fysicus | Jean Langevin fysicus | Jean Langevin fysicus | Jean Langevin fysicus |                  |                  | André Langevin fysicus                  | André Langevin fysicus                  | André Langevin fysicus                  | André Langevin fysicus                  | André Langevin fysicus                  | André Langevin fysicus                  |  |  |  |  |
|                               |                               |                               |                               |                               |                               |                             |                             |                             |                             |                            |                            |                            |                            |  |  |                                          |                                          |                                          |                                          |                                          |                                          |                         |                         |                                       |                                       |                                       |                                       |                                       |                                       |                       |                       |                       |                       |                       |                       |                       |                       |                  |                  |                                         |                                         |                                         |                                         |                                         |                                         |  |  |  |  |
|                               |                               |                               |                               | Hélène Joliot-Curie fysicus   | Hélène Joliot-Curie fysicus   | Hélène Joliot-Curie fysicus | Hélène Joliot-Curie fysicus | Hélène Joliot-Curie fysicus | Hélène Joliot-Curie fysicus |                            |                            |                            |                            |  |  |                                          |                                          |                                          |                                          |                                          |                                          |                         |                         |                                       |                                       |                                       |                                       |                                       |                                       |                       |                       |                       |                       |                       |                       |                       |                       |                  |                  | Michel Langevin fysicus, verzetstrijder | Michel Langevin fysicus, verzetstrijder | Michel Langevin fysicus, verzetstrijder | Michel Langevin fysicus, verzetstrijder | Michel Langevin fysicus, verzetstrijder | Michel Langevin fysicus, verzetstrijder |  |  |  |  |
|                               |                               |                               |                               | Hélène Joliot-Curie fysicus   | Hélène Joliot-Curie fysicus   | Hélène Joliot-Curie fysicus | Hélène Joliot-Curie fysicus | Hélène Joliot-Curie fysicus | Hélène Joliot-Curie fysicus |                            |                            |                            |                            |  |  |                                          |                                          |                                          |                                          |                                          |                                          |                         |                         |                                       |                                       |                                       |                                       |                                       |                                       |                       |                       |                       |                       |                       |                       |                       |                       |                  |                  | Michel Langevin fysicus, verzetstrijder | Michel Langevin fysicus, verzetstrijder | Michel Langevin fysicus, verzetstrijder | Michel Langevin fysicus, verzetstrijder | Michel Langevin fysicus, verzetstrijder | Michel Langevin fysicus, verzetstrijder |  |  |  |  |
|                               |                               |                               |                               |                               |                               |                             |                             |                             |                             |                            |                            |                            |                            |  |  |                                          |                                          | Yves Langevin astrofysicus               |                                          |                                          |                                          |                         |                         |                                       |                                       |                                       |                                       |                                       |                                       |                       |                       |                       |                       |                       |                       |                       |                       |                  |                  |                                         |                                         |                                         |                                         |                                         |                                         |  |  |  |  |

1791: Honoré Gabriel de Riqueti, graaf van Mirabeau · Voltaire · 
1793: Louis-Michel Lepeletier de Saint-Fargeau · Auguste Marie Henri Picot de Dampierre · 
1806: François Denis Tronchet · Claude-Louis Petiet ·
1807: Jean-Baptiste-Pierre Bevière · Louis-Joseph-Charles-Amable d'Albert de Luynes · Jean-Étienne-Marie Portalis · Louis-Pierre-Pantaléon Resnier · 1808: Antoine-César de Choiseul-Praslin · Jean-Frédéric Perregaux · Jean-Pierre Firmin Malher · Pierre Jean Georges Cabanis · François Barthélemy Beguinot ·
1809: Girolamo Luigi Durazzo · Jean-Baptiste Papin · Joseph-Marie Vien · Pierre Garnier de Laboissière · Justin Bonaventure Morard de Galles · Jean-Pierre Sers · Emmanuel Crétet ·
1810: Louis Charles Vincent Le Blond de Saint-Hilaire · Jean Lannes · Giovanni Battista Caprara · Charles Pierre Claret de Fleurieu · Jean-Baptiste Treilhard ·
1811: Nicolas Marie Songis des Courbons · Charles Erskine de Kellie · Alexandre-Antoine Hureau de Sénarmont · Michel Ordener · Louis Antoine de Bougainville · Ippolito Antonio Vincenti-Mareri · 
1812: Jan Willem de Winter · Jean Marie Pierre Dorsenne · Auguste Jean-Gabriel de Caulaincourt · 
1813: Joseph-Louis Lagrange · Jean-Ignace Jacqueminot · Hyacinthe-Hughes Timoléon de Cossé-Brissac · Justin de Viry · Jean Rousseau · Frédéric Henri Walther · 
1814: Jean-Nicolas Démeunier · Jean Louis Ébenezel Reynier · Claude Ambroise Régnier · 
1815: Claude Juste Alexandre Legrand · Antoine-Jean-Marie Thévenard ·
1829: Jacques-Germain Soufflot ·
1885: Victor Hugo ·
1889: Théophile Malo Corret de La Tour d'Auvergne · Lazare Carnot · Jean-Baptiste Baudin · François Séverin Marceau ·
1894: Marie François Sadi Carnot ·
1907: Marcellin Berthelot ·
1908: Émile Zola ·
1920: Léon Gambetta ·
1924: Jean Jaurès ·
1933: Paul Painlevé ·
1948: Paul Langevin · Jean Perrin ·
1949: Félix Éboué · Victor Schoelcher ·
1952: Louis Braille ·
1964: Jean Moulin ·
1987: René Cassin ·
1988: Jean Monnet ·
1989: Henri Grégoire · Gaspard Monge · Nicolas de Condorcet ·
1995: Marie Curie · Pierre Curie ·
1996: André Malraux ·
2002: Alexandre Dumas père ·
2018: Simone Veil en haar man